# Roman Kienast
Roman Kienast (* 29. března 1984) je bývalý rakouský fotbalista, který hrál jako útočník. Je trenérem týmu First Vienna FC 1894 do 18 let.

## Klubová kariéra
Kariéru začal v Rapidu Vídeň. Za A-tým debutoval v roce 2002. Ve dvou následujících sezónách odehrál 24 zápasů, branku nevstřelil. V roce 2004 byl poslán na hostování do SCR Altach. V 6 zápasech za klub vstřelil 4 góly. Ve zbytku sezóny odehrál 21 zápasů. Rapid nakonec vyhrál titul.
Od roku 2006 hrál za Hamarkameratene. Dne 31. července 2008 byl poslán na hostování do Helsingborgs IF.
Vrátil se do Rakouska a hrál za Sturm Graz, ze kterého přestoupil do Austrie Vídeň. Dne 26. listopadu 2013 vstřelil gól ve skupinové fázi Ligy mistrů UEFA proti Portu.
Po třech letech v Austrii se v lednu 2015 vrátil do Sturmu Graz.
V letech 2017–2018 hrál za FC Wil a v letech 2018–2019 za Wiener Neustadt.
V červenci 2019 se připojil k SV Stripfing. V létě 2020 klub opustil.
Dne 10. února 2021 se Kienast připojil k SC Lockenhaus-Rattersdorf. Za klub neodehrál ani zápas.

## Reprezentační kariéra
Kienast odehrál 11 zápasů za seniorskou reprezentaci Rakouska. Dne 27. května vstřelil gól v přátelském zápase s Nigérií. Byl členem týmu na Mistrovství Evropy ve fotbale 2008.